# 石川県道8号松任宇ノ気線

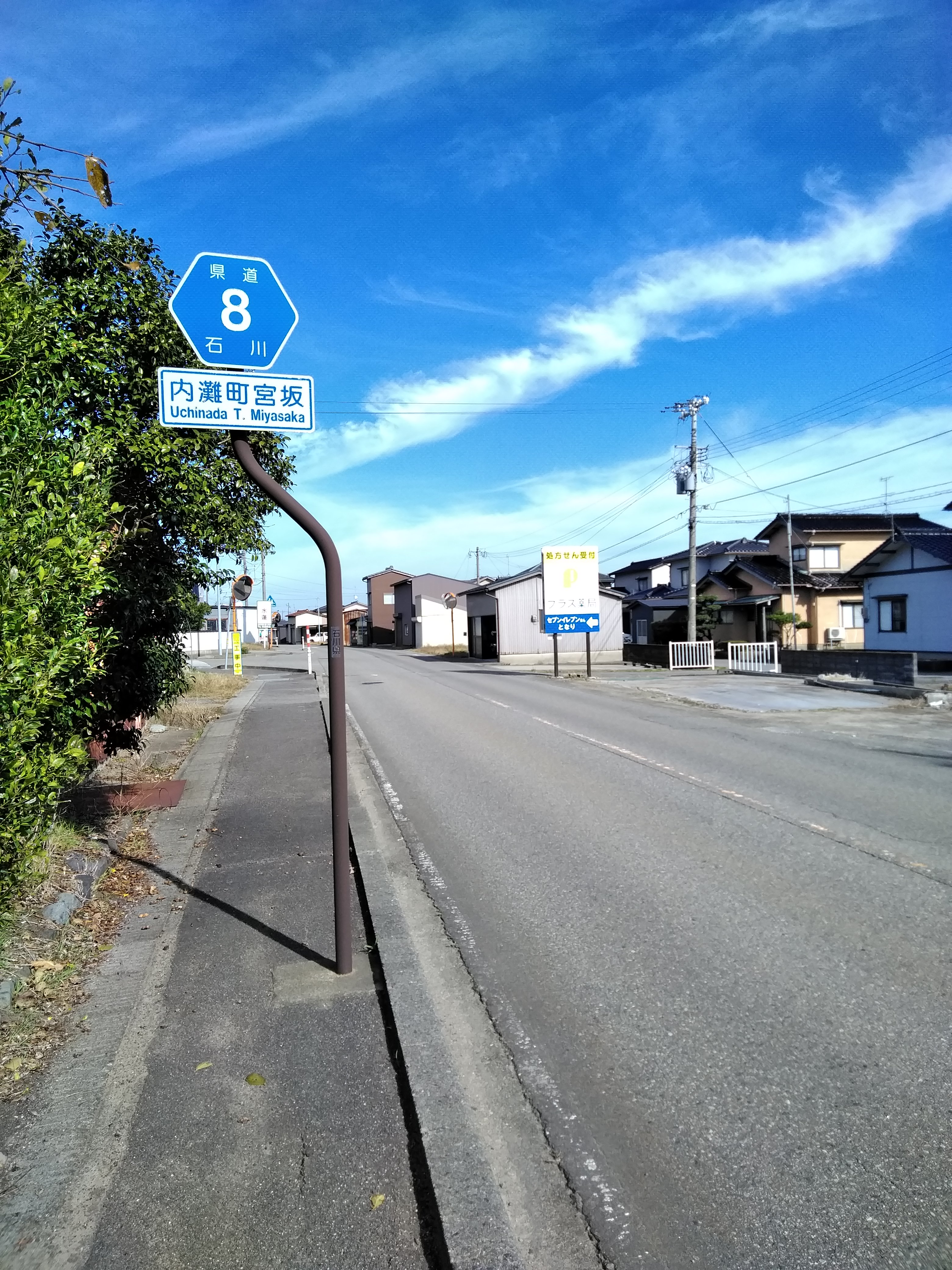

石川県道8号松任宇ノ気線（いしかわけんどう8ごう まっとううのけせん）は、石川県白山市木津町とかほく市宇野気を結ぶ主要地方道（石川県道）である。

## 概要
起点の白山市木津交差点より北に進み、大型ショッピングモールなどが立ち並ぶ国道8号（国道305号重複）と接続、国道8号と重複して北上し、乾東交差点に至る。
同交差点で国道8号から折れて離れ、金沢外環状道路海側幹線に入る。IRいしかわ鉄道線下をくぐり、北陸自動車道下をくぐる。金沢市専光寺町で、同市金石地区を経る現道と、金沢外環状道路海側幹線に沿って同市寺中交差点へ至る新道に分かれる。現道は海浜公園前交差点までの約500mほど片側1車線となるが、再び片側2車線に戻り、同市西警察署前交差点に至る。一方、新道は引き続き2車線で、同市寺中交差点で西に折れ、石川県道17号金沢港線（通称・金石街道）と重複し、西警察署前交差点で現道と交差する。西警察署前交差点からは、概ね北東方向に進み、金沢港を通り、北間町交差点で西に折れる。その後、内灘湊大橋で大野川をわたり、河北郡内灘町に入る。同町旭ヶ丘交差点で再び北東方向に折れ、北陸鉄道浅野川線に突き当たる。クランク状に折れながら向粟ヶ崎踏切で浅野川線を渡った後、清湖大橋の下をくぐり、内灘橋で河北潟放水路を渡る。そのまま内灘砂丘東下を北東方向に進み、かほく市に入る。同市大崎西交差点から同市大崎、内日角地区内を通り、内日角交差点で国道159号と交わる。50mほど東へ国道159号と重複した後、内日角南交差点から、再び北東に向きを取り、宇ノ気大橋でJR七尾線を渡り、終点の七窪東交差点に至る。
白山市内、内灘町地内は、片側1車線（両側2車線）であるが、金沢市福増町から畝田交差点（先述の新道）は、金沢外環状道路海側幹線の側道として、片側2車線（中央部に国道305号バイパスの金沢外環状道路海側幹線本線の用地がある）で整備されている。また、現道の金沢市海浜公園口交差点から北間町交差点、および内灘湊大橋は、臨港道路として片側2車線（ほとんどの区間で中央分離帯あり）で整備されている。反面、かほく市大崎西交差点から内日角交差点までは、片側1車線（両側2車線）ではあるが、幅が狭くカーブが多い。なお、大崎西交差点から内日角西交差点を経て、内日角南交差点に至る河北潟干拓地に沿った片側1車線（両側2車線）のバイパス的な役割の道がある。
滋賀県道・福井県道・富山県道は国道8号との混同防止から県道8号は欠番にしているが、本県道は国道8号と接続するどころか重複区間がある。石川県道で同一番号の国道との交差点があるのは本路線だけである。

### 路線データ
- 起点：石川県白山市木津町1599番1地先（木津交差点・石川県道22号金沢小松線交点）
- 終点：石川県かほく市宇野気七窪ハ45番1地先（七窪東交差点・石川県道223号種七窪線交点）

## 歴史
- 1954年（昭和29年）1月20日 - 建設省（現国土交通省）が主要地方道に指定。
- 1961年（昭和36年）8月4日：石川県が松任宇ノ気線（整理番号8）として認定。当時、起点付近の地名は「石川郡松任町」、終点付近の地名は「河北郡宇ノ気町」だった。
- 1993年（平成5年）5月11日 - 建設省から、県道松任宇ノ気線が松任宇ノ気線として主要地方道に再指定される[1]。
- 2002年（平成14年）11月24日：内灘湊大橋の開通に伴い、近岡交差点（金沢市） - 大浜南（金沢市） - 旭ヶ丘交差点（内灘町）の経路から、現在の経路に変更。
- 2012年（平成24年）4月21日：金沢外環状道路海側幹線の開通に伴い、松任警察署前の経路から、現在の経路に変更。国道8号が混同重複している。
- 2016年（平成28年）11月6日：旧石川県道59号高松津幡線の宇ノ気大橋詰交差点から七窪東交差点の区間も認定し、終点が現在の位置に移動。
- 2024年（令和6年）1月1日：能登半島地震が発生。かほく市から内灘町にかけた複数の区間で不通となった[2]。

## 路線状況

### 道路の通称
- 恵比寿通り（白山市徳丸町・徳丸南交差点 - 同市八ッ矢町・八ツ矢町交差点）
- 旭通り（白山市八ッ矢町・八ツ矢町交差点 - 同市中新保町・金沢市境）
- 金沢外環状道路・海側幹線（金沢市福増町 - 同市畝田西2丁目・寺中交差点）

### 重複区間
- 石川県道105号松任鶴来線（白山市木津交差点 - 白山市八ツ矢町・松任警察署前交差点）
- 国道8号・国道305号（白山市徳丸南交差点 - 乾東交差点）
- 石川県道195号倉部金沢線（白山市横江交差点 - 金沢市福増町南交差点）
- 石川県道25号金沢美川小松線（現道区間：金沢市専光寺町・専光寺北交差点 - 金沢市専光寺町・海浜公園口交差点）
- 石川県道60号金沢田鶴浜線（金沢市湊4丁目・金沢港交差点 - 金沢市近岡町・近岡交差点）
- 石川県道162号高松内灘線（河北郡内灘町大根布 - 河北郡内灘町西荒屋・西荒屋交差点）
- 国道159号（かほく市内日角・内日角交差点 - 内日角南交差点）

## 地理

### 通過する自治体
- 白山市
- 金沢市
- 河北郡内灘町
- かほく市

### 交差する道路
- 石川県道22号金沢小松線・加賀産業開発道路・旧川北大橋有料道路（白山市木津町・木津交差点、起点）
- 石川県道184号松本木津線（白山市木津町・木津北交差点）
- 石川県道189号額谷三浦線（白山市三浦町）
- 国道8号（白山市徳丸町・徳丸南交差点 - 白山市乾町・乾東交差点）
- 石川県道190号矢作松任線（白山市布市1丁目・布市交差点）
- 石川県道291号三日市松任線（白山市五歩市町・五歩市南交差点）
- 石川県道194号宮永横川町線（白山市福増町・福増東交差点）
- 北陸自動車道 白山インターチェンジ（白山市中新保町［新道］）
- 石川県道195号倉部金沢線（白山市福増町・横江交差点、金沢市福増町・福増町南交差点）
- 石川県道25号金沢美川小松線（金沢市専光寺町・専光寺北交差点［現道］、金沢市専光寺町・海浜公園口交差点［現道］、金沢市赤土町・赤土町交差点［新道］）
- 石川県道197号寺中西金沢線（金沢市観音堂町・観音堂町南交差点［新道］）
- 石川県道17号金沢港線（金沢市金石本町・西警察署前交差点［現道］、金沢市畝田西2丁目・寺中交差点［新道］）
- 石川県道198号畝田大野線（金沢市桂町・桂町南交差点）
- 石川県道60号金沢田鶴浜線（金沢市湊4丁目・金沢港交差点、金沢市近岡町・近岡交差点）
- 石川県道299号近岡諸江線（金沢市近岡町・近岡交差点）
- 石川県道200号向粟崎安江町線（河北郡内灘町向粟崎5丁目・向粟崎交差点：向粟崎高架橋立体交差下）
- 石川県道162号高松内灘線（内灘町大根布、内灘町西荒屋・西荒屋交差点）
- 国道159号（かほく市内日角・内日角交差点、内日角南交差点）
- 石川県道126号宇野気停車場線（かほく市宇野気・宇ノ気大橋詰交差点）
- 石川県道223号種七窪線（かほく市宇野気・七窪東交差点、終点）

### 沿線にある施設など
- 北陸鉄道南部営業所
- 生活協同組合コープいしかわ 本部
- 木津町公民館
- 白山石川広域事務組合 松任消防署
- 石川県酪農センター
- フェアモール松任
- 石川県立翠星高等学校
- 金沢信用金庫 松任南支店
- 若宮八幡宮
- 若宮公園
- ナルックス まっとう店
- 松任郵便局
- 北陸銀行 松任支店
- 松任警察署
- 八ツ矢町公民館
- IRいしかわ鉄道線
- 北陸新幹線
- 白山市立北陽小学校
- 北國銀行 松任北支店
- 松任宮永郵便局
- オリエンタルチエン工業 本社工場
- 津田駒工業 松任工場
- 旭公民館
- 旭工業団地
  - 高松機械工業 本社
- 北陸自動車道 松任バスストップ
- 金沢ふくみ苑
- 金沢西警察署
- 金沢港戸水埠頭
- 北陸鉄道浅野川線 内灘駅